# コミックストリート (関西)
コミックストリートは、1984年から1997年まで、関西地方で開催されていた同人誌即売会である。
主催は、コミックストリート準備委員会（第6回までは開催事務局）が行っていた。福島県に同名の同人誌即売会が存在したが、この「コミックストリート」とは無関係である。
イベントの前身は、神戸市を中心として開催されていた同人誌即売会「COMIC FAIR」（1983年まで）、「ミニコミストリート」（1984年のみ）、「そうさく畑」（2016年11月をもって開催終了）等のイベントを開催していた、サークル協議会「すたっふ」である。コミックストリートのカタログ「ストリート・マップ」の完成度の高さは米澤嘉博にも賞賛されていた。コスプレは可能だが事前登録制。基本的に年三回程度のペースで開催されていた。
1984年9月23日に第1回を開催した。会場は神戸国際展示場を使用して開催され、最盛期には全館使用で2000スペース規模の同人サークルを集め、関西では最大規模の同人誌即売会に成長した。1989年には、インテックス大阪で1回。1990年には、京都市勧業館（旧館）・京都府総合見本市会館（パルスプラザ）でも各1回ずつ開催された。しかし、1995年1月17日に発生した阪神・淡路大震災の影響により、予定されていた第30回、スプリングスペシャル、第31回の即売会は中止となりその後10月まで開催が1年弱の間中断した。
その後、同年10月に即売会の開催は再開されたものの、震災の影響が続いたことに加え、当時、委員会の実質的な運営に当たっていた同人誌印刷会社「みにこみ館」が倒産した影響を受けたため、1997年3月2日の開催（第34回）が最後の開催となった。